# Metaphoenia plagifera
Metaphoenia plagifera là một loài bướm đêm trong họ Noctuidae.